# Bricqueville
Bricqueville est une commune française, située dans le département du Calvados en Normandie, peuplée de 153 habitants.

## Géographie

### Hydrographie
La commune est située dans le bassin Seine-Normandie. Elle est drainée par l'Esque, un bras de la Tortonne, un bras de l'Esque et le fossé 01 de Brinville,,.
L'Esque, d'une longueur de 21 km, prend sa source dans la commune de Cerisy-la-Forêt et se jette  dans l'Aure à Colombières, après avoir traversé douze communes. 

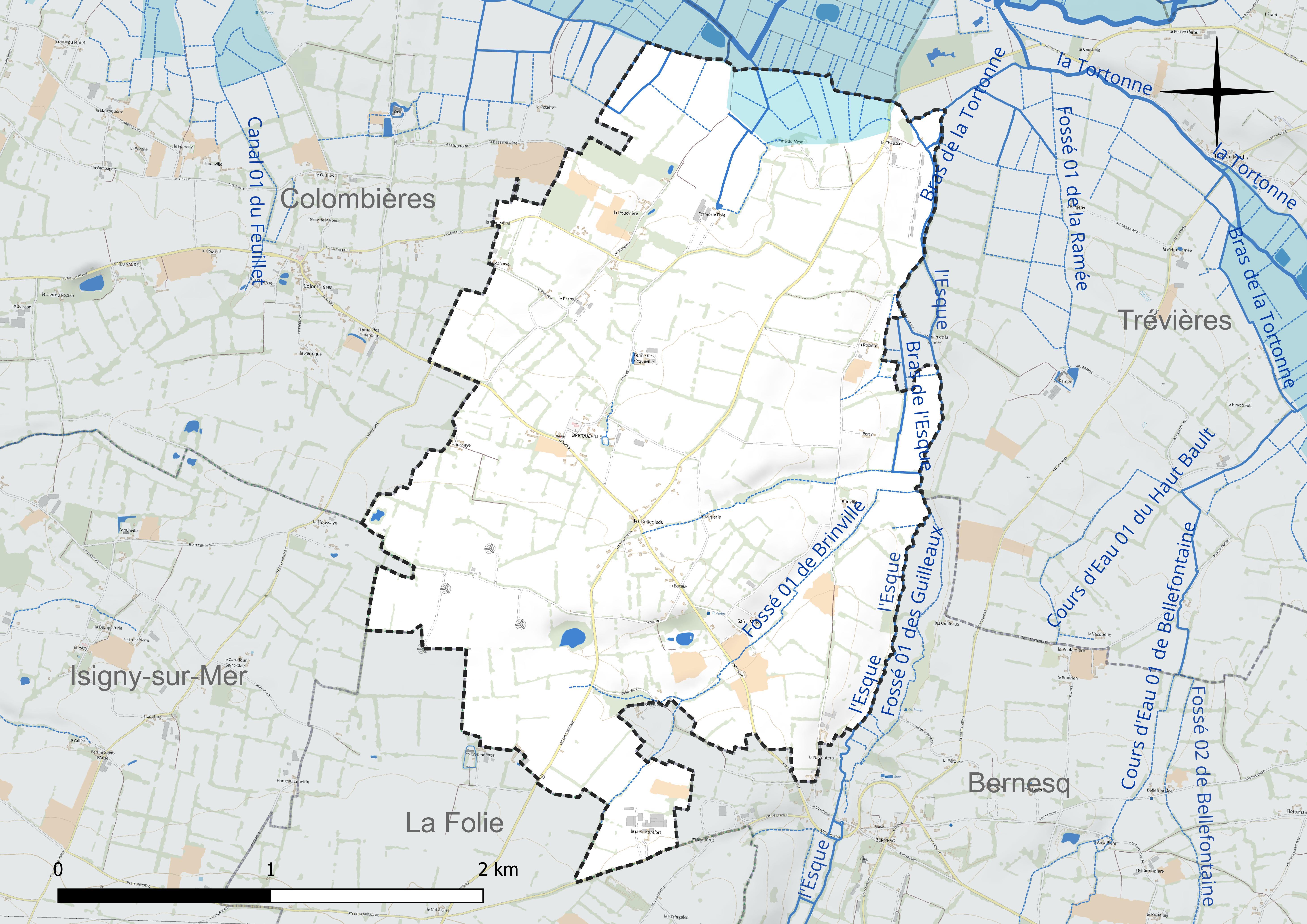
Réseau hydrographique de Bricqueville.

### Climat
Pour des articles plus généraux, voir Climat de la Normandie et Climat du Calvados.
En 2010, le climat de la commune est de type climat océanique franc, selon une étude du CNRS s'appuyant sur une série de données couvrant la période 1971-2000. En 2020, Météo-France publie une typologie des climats de la France métropolitaine dans laquelle la commune est exposée à un climat océanique et est dans la région climatique  Normandie (Cotentin, Orne), caractérisée par une pluviométrie relativement élevée (850 mm/a) et un été frais (15,5 °C) et venté.
Pour la période 1971-2000, la température annuelle moyenne est de 10,8 °C, avec  une amplitude thermique annuelle de 11,3 °C. Le cumul annuel moyen de précipitations est de 804 mm, avec 13,4 jours de précipitations en janvier et 7,3 jours en juillet. Pour la période 1991-2020, la température moyenne annuelle observée sur la station météorologique la plus proche, située sur la commune de Balleroy-sur-Drôme à 15 km à vol d'oiseau, est de 11,2 °C et le cumul annuel moyen de précipitations est de 924,3 mm,. Pour l'avenir, les paramètres climatiques de la commune estimés pour 2050 selon différents scénarios d'émission de gaz à effet de serre sont consultables sur un site dédié publié par Météo-France en novembre 2022.

## Urbanisme

### Typologie
Au 1er janvier 2024, Bricqueville est catégorisée commune rurale à habitat très dispersé, selon la nouvelle grille communale de densité à 7 niveaux définie par l'Insee en 2022.
Elle est située hors unité urbaine et hors attraction des villes,.

### Occupation des sols

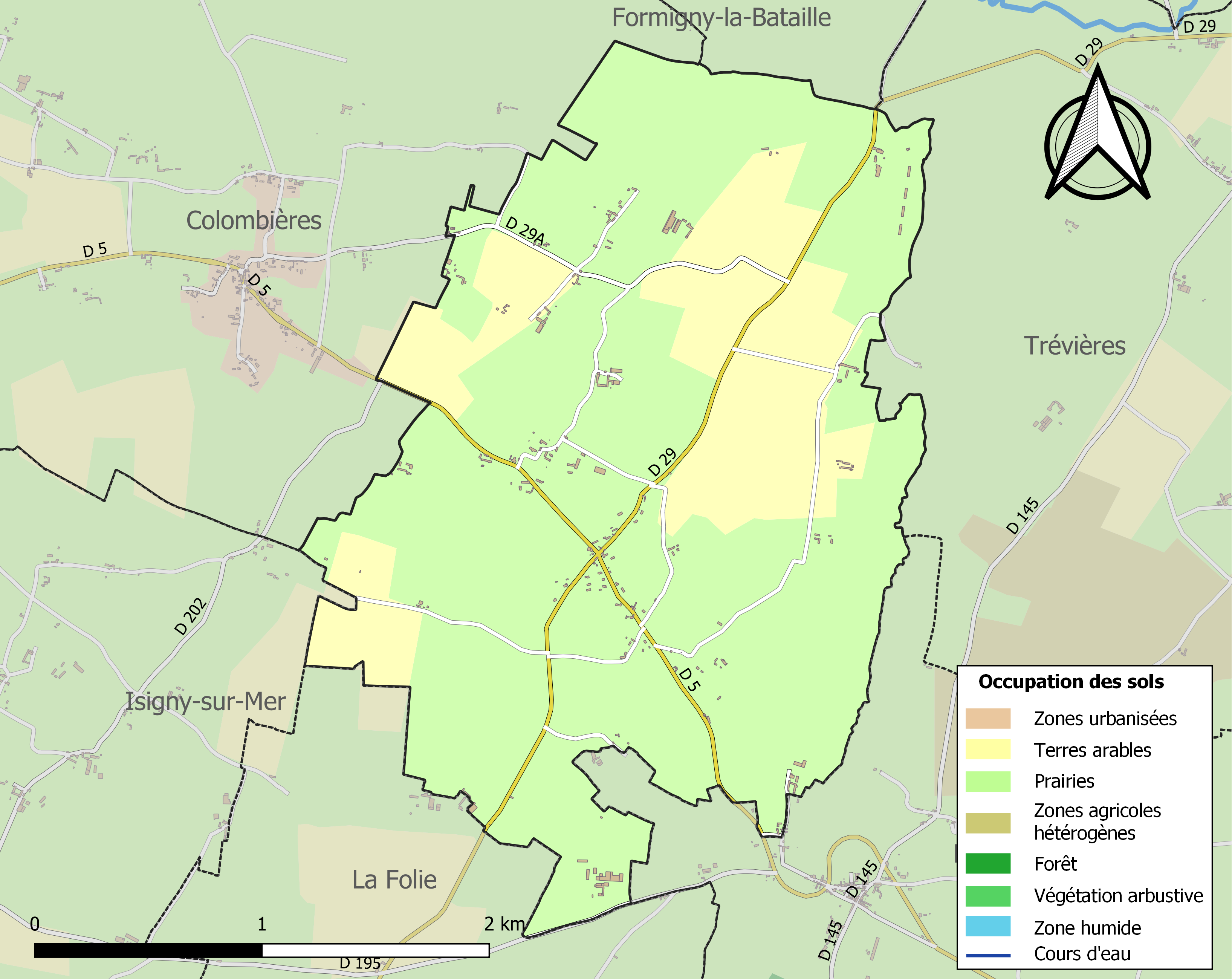
Carte des infrastructures et de l'occupation des sols de la commune en 2018 (CLC).

L'occupation des sols de la commune, telle qu'elle ressort de la base de données européenne d'occupation biophysique des sols Corine Land Cover (CLC), est marquée par l'importance des territoires agricoles (100 % en 2018), une proportion identique à celle de 1990 (100 %).
La répartition détaillée en 2018 est la suivante : prairies (77,9 %), terres arables (22,1 %).
L'évolution de l'occupation des sols de la commune et de ses infrastructures peut être observée sur les différentes représentations cartographiques du territoire : la carte de Cassini (XVIIIe siècle), la carte d'état-major (1820-1866) et les cartes ou photos aériennes de l'IGN pour la période actuelle (1950 à aujourd'hui).

## Toponymie
Le nom de la localité est attesté sous les formes Bricavilla en 1147, Brichevilla en 1180.
Bricqueville (anciennement Bricqueville-en-Bessin) ne doit pas être confondue avec les communes de Bricqueville-la-Blouette et de Bricqueville-sur-Mer, toutes les deux situées dans le département de la Manche.
Elles ont cependant en commun d'avoir la même étymologie d'origine scandinave : "Briki villa", le domaine de Briki, nom d'homme norrois. À noter le /a/ de villa qui latinise le terme, cette voyelle finale n'étant plus prononcée au Xe siècle, époque de l'implantation des anglo-scandinaves.

## Politique et administration
| Période                                  | Période      | Identité          | Étiquette | Qualité                   |
| ---------------------------------------- | ------------ | ----------------- | --------- | ------------------------- |
| 1995                                     | octobre 2003 | Daniel Pain       |           |                           |
| octobre 2003                             | 2006         | Pierre Lapersonne |           |                           |
| 2006                                     | mars 2014    | Mireille Dufour   | SE        | Aide-comptable            |
| mars 2014                                | En cours     | Daniel Pain       | SE        | Retraité de l'agriculture |
| Les données manquantes sont à compléter. |              |                   |           |                           |

## Démographie
L'évolution du nombre d'habitants est connue à travers les recensements de la population effectués dans la commune depuis 1793. Pour les communes de moins de 10 000 habitants, une enquête de recensement portant sur toute la population est réalisée tous les cinq ans, les populations de référence des années intermédiaires étant quant à elles estimées par interpolation ou extrapolation. Pour la commune, le premier recensement exhaustif entrant dans le cadre du nouveau dispositif a été réalisé en 2005.
En 2022, la commune comptait 153 habitants, en évolution de −15 % par rapport à 2016 (Calvados : +1,58 %, France hors Mayotte : +2,11 %).
| 1793 | 1800 | 1806 | 1821 | 1831 | 1836 | 1841 | 1846 | 1851 |
| ---- | ---- | ---- | ---- | ---- | ---- | ---- | ---- | ---- |
| 472  | 448  | 714  | 466  | 420  | 428  | 431  | 420  | 425  |

| 1856 | 1861 | 1866 | 1872 | 1876 | 1881 | 1886 | 1891 | 1896 |
| ---- | ---- | ---- | ---- | ---- | ---- | ---- | ---- | ---- |
| 400  | 384  | 398  | 349  | 350  | 351  | 347  | 341  | 360  |

| 1901 | 1906 | 1911 | 1921 | 1926 | 1931 | 1936 | 1946 | 1954 |
| ---- | ---- | ---- | ---- | ---- | ---- | ---- | ---- | ---- |
| 349  | 325  | 303  | 241  | 263  | 244  | 228  | 255  | 268  |

| 1962 | 1968 | 1975 | 1982 | 1990 | 1999 | 2005 | 2006 | 2010 |
| ---- | ---- | ---- | ---- | ---- | ---- | ---- | ---- | ---- |
| 234  | 216  | 183  | 129  | 116  | 110  | 123  | 121  | 143  |

| 2015 | 2020 | 2022 | - | - | - | - | - | - |
| ---- | ---- | ---- | - | - | - | - | - | - |
| 176  | 155  | 153  | - | - | - | - | - | - |

## Économie
La commune se situe dans la zone géographique des appellations d'origine protégée (AOP) Beurre d'Isigny et Crème d'Isigny.

## Culture locale et patrimoine

### Lieux et monuments
- Église Saint-Pierre de Bricqueville.
- Le monument aux morts, érigé au bord de la RD 5, près de la mairie. Il est surmonté de la statue du Poilu au repos, réalisée par Étienne Camus.

### Personnalités liées à la commune
- La famille de Bricqueville, connue depuis le XIe siècle, tire son nom de la terre de Bricqueville-la-Blouette, mais s'installe dès le XIIIe siècle à Bricqueville-en-Bessin, seigneurie qu'elle possédera jusqu'en 1720[24]. À cette date, Anne-Henriette de Bricqueville, fille de Cyrus-Antoine, criblée de dettes, vend les terres de Briqueville, de Bernesq et de Colombières avec le château à Gaspard de Réal, grand maréchal de la noblesse de Forcalquier[25].